# Miro Šmajda
Miroslav „Miro“ Šmajda (* 27. listopadu 1988 Košice, Československo) je slovenský zpěvák, skladatel, textař, producent a fotograf, známý jako frontman českých rockových kapel Walda Gang a Terrapie.

## Kariéra
V roce 2006 se zúčastnil písničkové soutěže Košický zlatý poklad 2006. Předposlední soutěžní písní na 22. soutěžním ročníku byla jeho skladba s názvem „Suchý ľad“, kterou zahrál se svou skupinou Skivers. U odborné poroty ale neuspěla.
V roce 2009 se účastnil hudební soutěže Česko Slovenská Superstar, kde ve finále skončil na 2. místě. Od té doby koncertuje a vystupuje. Na podzim 2010 debutoval s prvním autorským singlem „Last Forever“, krátce nato následoval druhý slovenský singl „Baby“. 8. listopadu 2010 vyšlo jeho debutové album s názvem Čo sa týka lásky, které nahrál se skupinou Rosemaid
V březnu 2011 zvítězil v anketě Žebřík 2010 ve třech kategoriích – Album roku (Čo sa týka lásky), Skladba roku („Last Forever“) a Objev roku.
Se svou kapelou Rosemaid na českých a slovenských festivalech jako jsou Votvírák, Sázavafest, Cibulafest či Europa fest. V květnu v roce 2011 vydal nový singl, píseň „Loneliness“, k němuž 21. října 2011 vyšel i videoklip, který se držel pět týdnů na předních příčkách v hitparádě TV Óčko.
Dne 15. října 2011 odstartoval Šmajda své turné s názvem Miro Šmajda Goodbye tour 2011 po devíti městech České republiky (Jihlava, Liberec, České Budějovice, Krnov, Praha, Plzeň, Litomyšl, Šumperk a Brno).
11. března 2012 Šmajda na tiskové konferenci Slovenské televize oznámil, že bude pod pseudonymem Max Jason Mai (vznikl z nicknamu, který Šmajda v dětství používal při hraní PC her), reprezentovat Slovensko na hudební soutěži Eurovision Song Contest 2012 v Baku. 22 bodů ve druhém semifinále s písní „Don't Close Your Eyes“ na postup nestačilo. Možná proto, že Eurovision Song Contest rockové hudbě nepřeje a šanci mají spíše interpreti evropského disco popu. Klip k této písni se objevil na jeho youtube hned dvakrát – na kanálu eurovision.tv nasbíral přes půl milionu zhlédnutí.
V září 2012 Miro zprovoznil svou FB stránku. Oznámil odklad projektu Max Jason Mai na neurčito a informoval o nahrávání svého druhého alba. Naznačil, že album bude tvrdší, nežli první. V únoru 2013 oficiálně potvrdil název alba „mirosmajda.com,“ zveřejnil teaser alba a datum vydání: 28. 2. 2013. Křest nové desky proběhl 7. března 2013 na koncertu v pražském klubu Futurum, a zároveň odstartoval jarní turné s názvem „mirosmajda.comTour,“ na něž se vydal v doprovodu nové kapely.
Na jarní tour navázaly koncerty v průběhu léta (městské slavnosti, festivaly), na podzim 2013 byl se svou skupinou v roli special guesta na turné skupiny Traktor (Alcatranz Tour 2013). Následující rok začal Miro s kapelou z důvodu personálních změn koncertovat až v květnu. 21. května vydali nový klip k singlu Nostalgie a tento singl zároveň odstartoval na českých rockových rádiích. Videoklip se držel 6 týdnů v hitparádě T-music Chart a byl k vidění ve vysílání Fajn Rock TV a Óčko TV. Na podzim Šmajda oznámil zahájení prací na novém albu, které by mělo vyjít začátkem roku 2015. Zároveň slíbil start nového singlu Odpovede koncem roku 2014.
Tento singl však už vyšel pod hlavičkou své kapely Terrapie, a to koncem ledna 2015. Převážně slovenskými internetovými médii pak proběhly rozhovory s Mirem na téma nového projektu a nového alba, které vyšlo na začátku března pod názvem „Terrapie“ a obsahuje 11 songů spíše pop-rockovějšího zaměření. Šmajda sám se nechal v rozhovorech slyšet, že jeho tvorba nebude nikdy žánrově vyhraněná.
18. března 2015 proběhl v pražském Rock Café startovací koncert Terrapie a křest stejnojmenného „debutového“ alba. Kmotrem se stal Leoš Mareš. Propagační tour Terrapie proběhla spíše jako série společných koncertů s dalšími méně známými mladými kapelami v malých klubech a přinesla songy, známé z předchozích dvou alb a vybrané songy z aktuálního alba. Kapela od léta vystupovala na festivalech a převážně městských kulturních akcích s předsunutým jménem Miro Šmajda a Terrapie. Začátkem srpna vydali Šmajda s Terrapií další videoklip, na píseň alba Každý deň, v polovině prosince pak Šmajda sólo bez Terrapie duet Valčík s Lucií Bílou.
Začátkem roku 2016 zveřejnil Miro Šmajda nový singl a videoklip s názvem Miluj. Tato píseň stylově navazuje na letní teen song Každý deň a odklání se tak od tvrdého rocku. V tiskové zprávě, kterou otiskly některé slovenské servery, Šmajda uvedl, že v roce 2016 chystá s Terrapií další nové singly a videoklipy.
Začátkem roku 2017 se stal frontmanem české rockové kapely Walda Gang, kde působí dodnes.
V roce 2019 vdechnul znovu život kapele Terrapie singlama "Sněhurva" a "Do Pekla Jo", po které hned na jaře následovala oblíbená skladba u posluchačů Rock Rádia - Až Roztaje Sníh. Na přelomu let 2021/2022 s Terrapií vydávají desku Heavy Mental, která je zatím posledním počinem tohoto seskupení. V roce 2024 s Terrapií vydávají titulní song k mistrovství světa v hokeji pod záštitou Rock Rádia - Pálim Jako Lev.
Vedle hudby se Miro Šmajda aktivně věnuje profesionálnímu focení jako fotograf. Jeho fotografie byly publikovány ve známých magazínech jako Playboy, Harper's Bazaar, Cosmopolitan, Esquire. 

## Diskografie

### Alba
S kapelou Terrapie:
- Čo sa týka lásky (2010)
- mirosmajda.com (2013)
- Terrapie (2015)
- Hevy Mental (2021)

S kapelou Walda Gang:
- Je tu Léto (2018)

### Singly/Videoklipy
S Lucií Bílou:
- Valčík (2015)

Se skupinou Desmod:
- Zostane ticho

Sólo:
- „Last Forever“ (2010)
- „Baby“ (2010)
- „Pod vodou“(2011)
- „Loneliness“(2011)
- „White Black"(2013)
- „Bullshit“ (2013)
- „Nostalgie“ (2014)
- „Miluj“ (2016)
- „Nad Prahou“ (2016)

S kapelou Terrapie:
- „Odpovede“ (2015)
- „Každý Deň“ (2015)
- „Sněhurva“ (2019)
- „Do Pekla Jo“ (2019)
- „Až Roztaje Sníh“ (2020)
- „Diagnóza“ (2023)

S kapelou MAXJMAI:
- „Don't Close Your Eyes“ (2012)
- „Rising Angels“ (2015)